# كارلومان الثاني (ملك فرنسا)
كارلومان الثاني (حوالي. 866 - 6 ديسمبر 884)؛ كان ملك الفرنجة الغربية (فرنسا المستقبلية) منذ عام 879 حتى وفاته، هو عضو      في الأسرة الكارولنجية، قام هو وشقيقه الأكبر لويس الثالث بتقسيم المملكة فيما بينهما وحكموا بشكل مناصف حتى وفاة الأخير عام 882، وبعد ذلك حكم كارلومان بمفرده حتى وفاته، وهو الابن الثاني للملك لويس المتلعثم وزوجته الأولى أنسغارد البورغونية.
عند وفاة والده، دعا بعض النبلاء الفرنجة إلى انتخاب لويس الثالث كملكًا الأوحد، ولكن في النهاية تم انتخاب كلا الأخوين ملكين معاً، وتم تتويجهما   في سبتمبر 879، أثيرت بعض الشكوك حول شرعية ولادتهما، ولكن هذه الشكوك اختفت بعد انتصارهم على الفايكنغ في نوفمبر من ذلك العام، وفي مارس  880 قسم الأخوين مملكة والدهم في أميان، واستلم كارلومان مملكتي بورغونة وآكيتاين في الجنوب. 
في هذه الأثناء، تخلى دوق بروفنس بوسو القوي عن ولائه لكلا الأخوين وانتُخب نفسه ملكًا على بروفنس في أكتوبر 879. في عام 880 سار كارلومان ولويس الثالث ضده واستولوا على الأجزاء الشمالية من مملكته، وبحيث بدأوا في حصار فيين والذي دام عامين، تم الاستيلاء على المدينة أخيرًا من قبل ريتشارد دوق بورغونية عام 882 
توفي كارلومان الثاني بالقرب من ليه أنديليس أثناء رحلة الصيد في ديسمبر 884، وقد تعرض للطعن بالخطأ في ساقه على يد خادمه برتولدوس أثناء مهاجمتهم من قبل خنزير بري، على رغم نجاته إلا أنه توفي بعد أسبوع واحد، في 5-6 ديسمبر،  كان عمره حوالي 18 عامًا فقط، تشير بعض المصادر الحديثة إلى أن تاريخ وفاته هو 12 ديسمبر، لكن هذا لا تؤكده المصادر المعاصرة، وخلفه ابن عمه الألماني شارل البدين، أخيه غير الشقيق شارل الشجاع لم يصبح ملكاً رسمياً حتى 898 بعد صراع طويل من أجل حقه.